# Sulcosticta viticula
Sulcosticta viticula is een libellensoort uit de familie van de Platystictidae , onderorde juffers (Zygoptera).
De wetenschappelijke naam van de soort is voor het eerst geldig gepubliceerd in 2005 door van Tol.